# Ciàmids
Els ciàmids (Cyamidae) són una família de crustacis amfípodes que inclou els polls de les balenes que viuen com a comensals sobre diverses espècies de cetacis. Es troben en les lesions de la pells, plecs genitals, narius i ulls. S'alimenten principalment d'algues en el cos de la balena.

## Morfologia
Tenen el cos pla i considerablement reduït en la seva part posterior. Les potes s'han transformat en protuberàncies com pinces amb les quals s'enganxa el seu hoste. La seva llargada va dels 5 als 25 mm, segons les espècies.

## Sistema vital
Moltes de les espècies de Cyamidae estan associades a una única espècie de balena. Romanen al seu hoste al llarg de tot el seu desenvolupament i no tenen una fase de vida lliure natatòria. Gairebé totes les espècies de balena tenen espècies d'aquests crustacis. En el catxalot, Cyamus catodontis viu exclusivament a la pell del mascle, mentre que Neocyamus physeteris es troba només en femelles i joves. Al voltant de 7.500 individus poden infestar un sol exemplar de balena.

En la balena franca, el paràsit viu principalment a les callositats del cap de la balena. Aquest grups s'utilitzen per identificar els individus de balena.

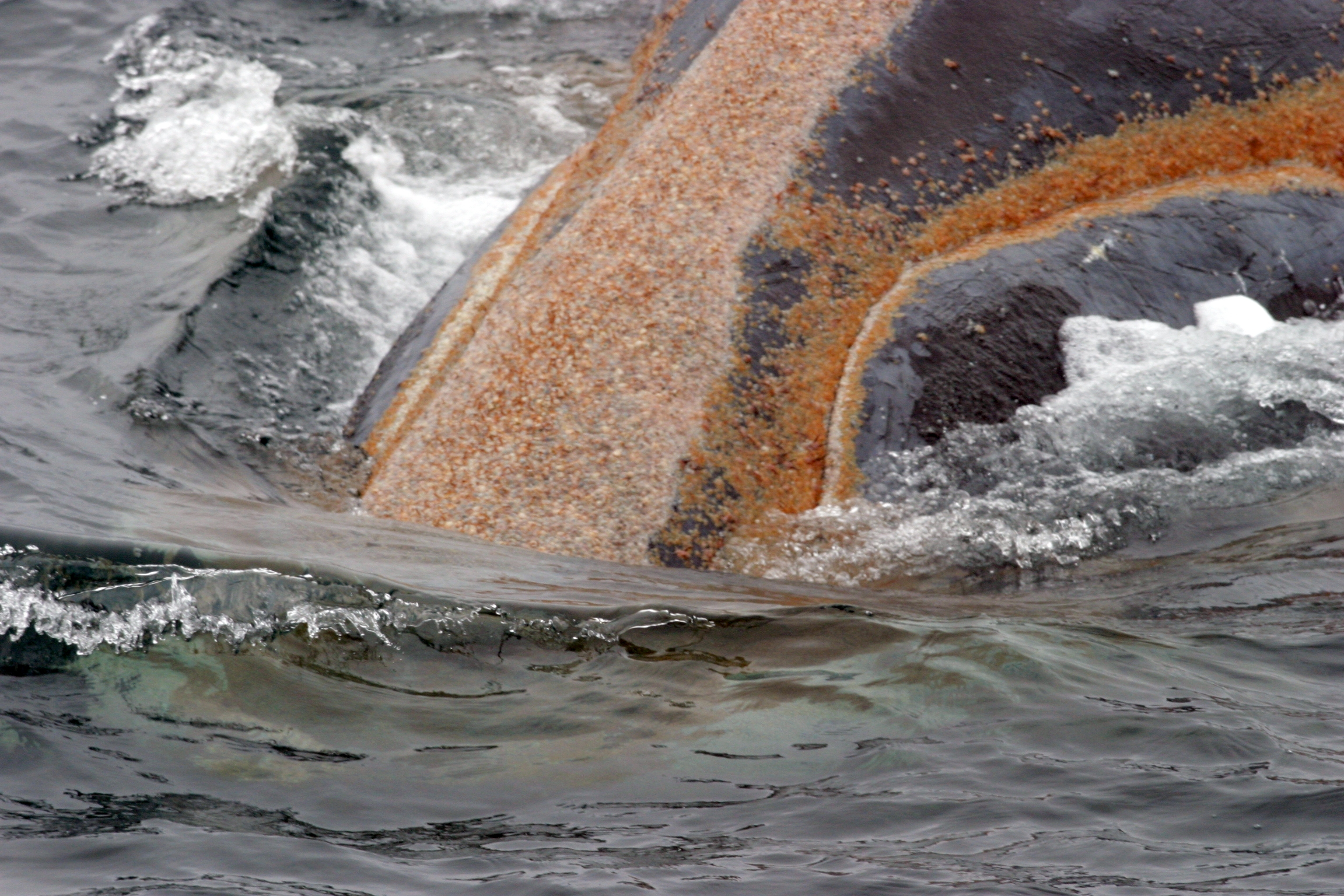
Cyamidae de color taronja a una balena franca

## Taxonomia
Actualment se'n reconeixen 31 espècies:
Cyamus Latreille, 1796
- Cyamus antarcticensis Vlasova, 1982
- Cyamus bahamondei Buzeta, 1963
- Cyamus balaenopterae K. H. Barnard, 1931
- Cyamus boopis Lütken, 1870
- Cyamus catodontis Margolis, 1954
- Cyamus ceti (Linnaeus, 1758)
- Cyamus erraticus Roussel de Vauzème, 1834
- Cyamus eschrichtii Margolis, McDonald & Bousfield, 2000
- Cyamus gracilis Roussel de Vauzème, 1834
- Cyamus kessleri A. Brandt, 1873
- Cyamus mesorubraedon Margolis, McDonald & Bousfield, 2000
- Cyamus monodontis Lutken, 1870
- Cyamus nodosus Lutken, 1861
- Cyamus orcini Leung, 1970
- Cyamus orubraedon Waller, 1989
- Cyamus ovalis Roussel de Vauzème, 1834
- Cyamus rhytinae (J. F. Brandt, 1846)
- Cyamus scammoni Dall, 1872

Isocyamus Gervais & van Beneden, 1859
- Isocyamus antarcticensis Vlasova in Berzin & Vlasova, 1982
- Isocyamus delphinii Guérin Méneville, 1836
- Isocyamus deltabrachium Sedlak-Weinstein, 1992
- Isocyamus kogiae Sedlak-Weinstein, 1992

Neocyamus Margolis, 1955
- Neocyamus physeteris (Pouchet, 1888)

Platycyamus Lütken, 1870
- Platycyamus flaviscutatus Waller, 1989
- Platycyamus thompsoni (Gosse, 1855)

Scutocyamus Lincoln & Hurley, 1974
- Scutocyamus antipodensis Lincoln & Hurley, 1980
- Scutocyamus parvus Lincoln & Hurley, 1974

Syncyamus Bowman, 1955
- Syncyamus aequus Lincoln & Hurley, 1981
- Syncyamus chelipes (Costa, 1866)
- Syncyamus ilheusensis Haney, De Almeida & Reid, 2004
- Syncyamus pseudorcae Bowman, 1955